# マジカノ
『マジカノ』（ローマ字綴り：Magikano）は、講談社の漫画雑誌『月刊マガジンZ』において、2003年4月から2008年4月まで百瀬武昭により連載された魔法少女漫画。
2006年1月から3月までテレビアニメが放送された。2007年2月にはWindows用のゲーム『マジカノ ファンディスク じゃんけんぽんってマジですか？』が発売された。

## あらすじ
3人の妹を持つ平凡な男子中学生・吉川春生。彼の通う学校に、ある日不思議な雰囲気を持つ美少女魔宮あゆみが転校して来た。その後、なんと春生の家にあゆみの姿が。あゆみはメイドとして住み込むことになったのだ。
実はあゆみの正体は魔法界で最高の財力と歴史を誇る魔宮家の長女、つまり魔女であり、彼女は「未来見の鏡」によって受けた呪縛を解くために春生の魔力が必要だと説く。呪縛を解くべく協力する春生だが、それを阻止するため、3人の妹があゆみに立ちはだかる。なんと彼女たちも魔女だったのだ。この時、まだ春生は自分の生活が一変することを知る由もなかったのである。

## 主な登場キャラクター
「声」は特記のない限りテレビアニメ版における担当声優。

### 主人公
吉川春生（よしかわ はるお）
声 - 市来光弘、幼少時代 - 真堂圭
吉川家の長男。生徒会書記を務めるごく普通の中学生だが、本人が知らないだけで実は吉川家は魔法一家。家族の中で唯一人だけ魔法が使えないため、魔法関係の事柄は春生だけが秘密にされている。その為、魔法関連の事件に巻き込まれるたびに「記憶消去ハンマー」で殴打され、魔法に関する記憶を抹消されてしまっていた。
後々、春生にも魔力が存在していることに気付いたあゆみや吉川三姉妹によって自らの持つ能力について理解させられてからは、その力であゆみを呪いから解放することを目指し、さまざまな鍛錬を積むようになる。六人の賢者の一人ハルの末裔。
魔宮あゆみ（まみや あゆみ）
声 - 野川さくら
魔法界の名門、魔宮家の長女。強化系・時空系の魔法を得意とする魔法使い。美少女なのだがかなり凶悪な性格の持ち主。ある理由で吉川家にメイドとして押しかけ春生に近づくが、同じく春生を慕っている吉川家の三姉妹（特に舞夏）とゆり、更には真鈴の妨害を受け続けている。エビとねずみが苦手（アニメ版ではウナギとねずみ）。六人の賢者の一人アスネの末裔。

### 吉川家
六賢者の一人であるハルの血筋を現代に伝える末裔たち。
吉川舞夏（よしかわ まいか）
声 - 中原麻衣
吉川家の長女。魔法使い。家事全般を担当。生まれ付きの重度のブラコンゆえに春生激ラブ。押しかけてきたあゆみやリカなどに危機感を抱くようになり、アニメ版では時にそれが余って人外化し、家を破壊してしまう事もある。
吉川千秋（よしかわ ちあき）
声 - 酒井香奈子
吉川家の次女。魔法使い。体育会系で食欲旺盛。案外兄ラブ。原作では運動好きという性格はなく、かなり不気味なヌイグルミをかわいいと言って好んでいる。真鈴とは親友である。
吉川冬乃（よしかわ ふゆの）
声 - 金田朋子
吉川家の三女。魔法使い。まだ幼いが守銭奴で、金が絡むと家族を売ることもある。時にはあゆみたちがピンチに陥った時に打開策を編み出すなど、知的レベルはかなり高い。
春生の父
吉川兄妹の父親（作中本名出ず）。息子の出生とともにその運命を悟り、春生を助けるために、あえて春生の魔力を封印した本人。その後は息子を救う手がかりを得るため妻(吉川兄妹の母親)とともに世界中の魔法機関に出向き、様々な文献を調査している。同時に来るべき時に「完全魔法」が簡単に手を出せないよう、春生に対して強力な防護魔法(プロテクト)をかけていた。非常に聡明なる魔法使いであり「完全魔法」復活の際には六賢者の伝説についても概略を知っていたことが明らかにされた。しかし伝説と現実を結びつける事に対しての荒唐無稽さに他の協力を得ることが困難と判断してしまい、その一点のためにあゆみの呪いについてもすべてを知りながら、後の混乱を防ぐことはできなかった。

### 桜森中学
黒須ゆり（くろす ゆり）
声 - 並木のり子
生徒会会長。攻撃魔法を得意とする魔法使い。生真面目だが意外と乗せられやすい性格。春生とは幼馴染で、彼に気があるが、言い出せずにいたところにあゆみが現れて、こちらも危機感を抱くようになった。実家は道場で、魔剣黒鳳流の本家である。六人の賢者の一人クロエの末裔。
針生ハジメ（はりう ハジメ）
声 - 原沢勝広
春生の同級生。妙な髪形で異様にハイテンションで美少女好き。「超自然科学クラブ」なる怪しげな部の部員。原作ではモルダーを自称している。アニメ版では通販で買った怪しげなアイテムをそのCMを引っ提げて出す事が多いが、どれも殆ど役立たずな結果に終わるのがお約束となっている。
藤原宇宙（ふじわら そら）
声 - 阿部幸恵（ドラマCD版のみ）
春生の同級生で超自然科学クラブの部員。キバヤシを自称している。アニメ版では分厚いメガネを掛けており、セリフは一言もなくいつも携帯しているカメラのフラッシュで意思を伝える（なぜかハジメには彼が伝えようとしている事が理解できるようである）。
虹原真鈴（にじはら まりん）
声 - 桃井はるこ
かつて、悪しき魔法に苦しめられていた人々が作った聖なる槍にて魔を打ち払うウイッチハンター。ただし超がつくほどのドジっ娘でお人良し。当初はあゆみを魔の存在として退散させようとするが、ひょんなことから春生を（悪しき魔女である）あゆみを抑え込んでいる聖者だと勘違いし、いつの間にか春生に心惹かれるようになる。千秋とは彼女が魔女であることを知った上での親友である。その容姿はなぜか六人の賢者の一人であるミカに酷似している。
本条みらの（ほんじょう みらの）
原作における春生たちのクラスの担任教師。レディ・ミラノの通称を持つ魔女であり、魔宮あすみの学生時代の後輩。魔力増強の秘術「地獄の魔法(ヘル・マジック)サークル」を編み出し、これを施術できる唯一の魔女。が、その施術過程は肉体的というより精神的に過酷過ぎるため、魔法世界では非常に悪名の高い魔女でもある。
本郷哲子（ほんごう てつこ）
声 - 力丸乃りこ
アニメ版における春生たちのクラスの担任教師。あゆみたちの行動に対して意味深に見守っているが、その真意は不明。
その正体は魔法省が造った「時間逆行魔法」を使う人造人間であり、春生たちを監視して、春生の中の魔王が覚醒するたびに時間を一年巻き戻しては同じ日々を繰り返させていた。

### 魔宮家
魔法界でもトップクラスの大富豪たる名家の一族。六人の賢者の一人アスネの血筋を現代に伝える末裔。
魔宮みちる（まみや みちる）
声 - 桑谷夏子
あゆみの妹で、魔宮本家継承者の座をめぐって彼女と争っている。眼力だけで一般の魔法使い100人分の魔力を出せるほどの力を持つ魔法使いであり、呪いがかかってしまったあゆみを小馬鹿にしている。一方で家名に相応しい人間たらんとして、必要以上に「一流の存在」である事やその証を立てることにこだわる側面を持つ。そのため、そうした事に頓着しない（魔宮家の人間にしては）自由な精神を持つあゆみに対しての羨望も持っており、姉に対しては一種の愛憎入り混じる複雑な感情を抱いている。
アニメ版ではアシュリー（後述）の役割を兼任し、春生の中の魔王の力を狙って暗躍する。
魔宮あすみ（まみや あすみ）
声 - ゆかな（ドラマCD版のみ）
あゆみとみちるの母親。魔宮本家第537代当主。以前に若返りの魔法を失敗した事が原因で、普段は幼女の姿で過ごしている。満月の夜に月の魔力を得ることで最盛期の若々しい姿に戻ることができる。本家継承権に関しては比較的あゆみの味方であるが(強烈な被害が出ない限りにおいては)事物を混ぜっ返して楽しむことも好む困ったヒトでもある。
本気で怒ると凄まじく恐ろしいらしく、あすみが「本気」を見せた時にはあゆみとみちるですら普段の愛憎入り混じる感情を収めて喧嘩をやめてしまう。そのため、みちるは「本気になった母」を子どもの頃から何よりも恐れている。(あゆみも本気になったあすみを恐れはするが、その闊達な精神構造からか、みちるよりもその度合いは低い)
杏樹リカ（あんじゅ リカ）
声 - 井ノ上奈々
魔宮家に仕える魔動人形で、あゆみのサポートのために吉川家へと派遣されてきたメイド。冗談が通じないほど生真面目でクールな性格。だがそんなキャラでも、この作品世界では容赦なく殴り倒される場面がある。あゆみの父親の指示で動いており、真意が読み取れない部分がある。メリッサの屋敷には彼女にそっくりの魔動人形が大量にある。彼女の核（コア）は体の中にあり、本来は破壊されると機能停止するのだが、彼女の物だけは自動修復能力を備えている。六人の賢者の一人であるアンジェリカが作った究極の魔動人形であり、その深層意識には造物主であるアンジェリカの記憶と魔力の大半が移されている。
アシュリー
あゆみの幼馴染。魔宮の分家であるヴァレンタイン家の継承候補者。「完全魔法」により操られ、鏡に封印されていた「完全魔法」の大半を解き放ち、取り込んだ。魔法省特殊部隊を裏で操り、春生を捕まえ完全な「完全魔法」の復活を目指していた。「完全魔法」の片割れである春生を取り込み、完全なる復活と思ったが、「とある事」により、正気を取戻す。その後は春生達と共闘し「完全魔法」の消滅を目指す。

### 不死族
メリッサ・メイルシュトローム
声 - 宮崎羽衣（ドラマCD版のみ）
吸血鬼で、「ネクロマンサー」（不死族）の1人。ネクロマンサーの中では最も長い歴史を持つ家の長をしているが、外見上は子供で、年齢も10歳。
「とある理由」により不妊の呪いをかけられ絶滅寸前のネクロマンサーにおいて子孫を残すため、強い魔力を持つ春生を拉致して強引に子供を作ろうとした。しかし、春生に互いに好き同士でなければ子供は出来ないと言われた（だまされた）のを信じ込んだため、速やかに春生を解放した後、吉川家の近所に移り住んで春生に好かれるよう努力することになった。六人の賢者の一人ニコラの末裔。
アニメ版には登場しない。

### その他
エージェント07
魔法省危機管理局の女性エージェント（というより刺客）。
危機管理局のエージェントは決して公にならない汚れ仕事担当で、そのために洗脳･強化された「作られたエリート」であり、それに気づいた07は本来の自分と己の過去を取り戻すためにアシュリーと取引･協力して春生たちを狙う。しかし、「それでいいのか」と（本来の自分と過去を保存するために造られた）アンジェリカに問われ、魔法省という強者に反抗するためにアシュリーという別な強者に媚びる矛盾に気づき、裏であゆみたちと協力して抵抗する。
また変装の達人でもあり、その容姿は一定しなかったが、最終的にはアンジェリカ同様のメイド姿で落ち着いた。
なお07の過去と本来の姿は結局不明のままだったが、本人はそんな今の自分を気にした様子はなかった。   　
エージェント03
魔法省危機管理局のエージェント。失敗した07の次に送りこまれるが、春生と局を裏切った07（男子同級生の「七実」に変装していた）によって倒される。なお、07は巧妙な演技で春生が倒したように見せかけた。
エージェント05
　魔法省危機管理局のエージェント。メリッサと同じ不死族だが、「その名は捨てた」とメリッサの命にも従わない。
　不死族の聖地であり、その魔力を増大させる「混迷の森」で春生たちを襲うが、本気を出した不死族の長メリッサに一蹴され、かろうじて復活したところをアシュリーに始末された。
「完全魔法」
本作のラスボス的存在。かつて六賢者によって作られた「世界そのものを作り変えてしまう、すべての願いがかなう、まさに真に完全な魔法」。しかし、その術式の力は強大すぎ、術式自体が意思を持って既存の世界を破壊し始めたため、六賢者の一人ハルがわが身を封印として封じた（不死族の呪いも、「完全魔法」によるもの）。
そして未来見の鏡に封じられていた「完全魔法」は、まずあゆみの肉体に呪いとして宿り、あゆみを通してアシュリーを操り、ハルの子孫である春生の中に眠る己の力を取り戻した。そしてアシュリーが追い詰められるとあゆみの肉体を乗っ取って逃げ、そして最後にはハルの子孫である春生そっくりの姿となって完全復活し、ふたたび既存の世界を破壊し始めた。

### 六賢者
魔法世界に関わる者なら誰もが知る伝説の賢者たち。魔導士の最高学府「王立魔術院」に属する魔法研究者であり、それぞれの分野にて頂点を極めた者たち。魔法使いが持つ絵本にも必ず登場する。世界を破滅にもたらす魔物(正体は完全魔法)から世界を救った存在として知られる。
ハル
新たなる魔法術式の公式開発に優れた賢者。六賢者のリーダー格。親友アンジェリカの命を救うために他の賢者たちと力を合わせ、それまでの魔法常識を超えた治癒魔法公式を構築するも暴走。これによって「完全魔法」を生み出し、取り込まれてしまう。同じ六賢者のアスネとは恋人同士。世界を破滅させんとする完全魔法を封印するために自らを鍵としたために魔力を失ってしまい、これが後に自らの因子を色濃く継ぐ子孫に代々受け継がれていく仕組みとなってしまった。吉川家の祖先。
アスネ
魔道具の製作に優れた賢者。「未来見の鏡」や「完全魔法」を封印するための「六本(六賢者)の杖」を生み出した張本人。同じ六賢者のハルとは恋人同士であり、何も無ければそのまま結婚に至っていた「運命のパートナー」だった。しかし完全魔法事件によってハルを中心とした封印の要となってしまったために運命が崩れてハルと結ばれることができなくなってしまう。
後に完全魔法の消滅が叶った未来で自らの子孫とハルの子孫とが結ばれる事 を強く願い「完全魔法」が封印された「未来見の鏡」に対して、その想いを子孫に託すための大魔法を施術した。魔宮家の祖先。
クロエ
剣術と攻撃魔法に長けた戦士にして剣士たる賢者。魔法剣術流派魔剣黒鳳流の開祖。完全魔法にとりつかれたハルを救うため、魔法の影響を受けずに精神力だけで望んだモノを分断する事が出来る魔法剣術「無想魔転」を編み出す。黒須家の祖先。
ニコラ
防御魔法に優れた賢者。「不死の術」を編み出し不死族の始祖(真祖)となる。賢者の石エリクシルの管理者。メイルシュトローム家の祖先。
ミカ
召喚術・魔獣および悪魔を意のままに操る術に優れた賢者。彼のみ、その血筋に関する記述が無いが、その容姿は虹原真鈴に酷似している。
アンジェリカ
魔動人形の製作に優れた賢者。幼いころから病気がちで友達がおらず魔術院で出会った「六賢者」が「はじめてのともだち」であり、彼らと共にあった時間が彼女にとって最高の宝物だった。しかしアスネの作った「未来見の鏡」によって新病による短命を告知され、それが後のすべての悲劇の引き金となってしまう。元より感情の起伏の弱い生涯を送ってしまった事、悲劇の引き金を作ってしまった事などから『氷麗のアンジェリカ』の二つ名を持っている。
自分のために引き起こされた悲劇を嘆き、特に自分に親身になってくれたアスネとハルの不幸に対する贖罪を願い、彼らの血筋の行く末を見守るために残る命のすべてをかけて自身最高傑作の魔動人形にして自らのコピーたる「アンジェリカ」を創り上げてアスネ(間宮家)に託す。すなわちリカの製作者にして、その意識のルーツマスターと言える存在。

### 脇役・ゲストキャラクター
華王姉妹（かおう しまい）
原作42話に登場した、ゴージャスでグラマーな2人組の美女。
美人コンテストに出場したが、実際は本人達の魅力でなく魔法の力を使って優勝を狙おうとした、魔宮姉妹の偽者キャラ。
当初作者は華濃姉妹の名前にしかけたが、変更されたとのこと。

## テレビアニメ
UHFアニメとして2006年1月から3月までテレビ埼玉をはじめとするUHF各局で放映されたほか、AT-Xでも放送された。全13話。2007年2月28日に、『マジカノ ファンディスク じゃんけんぽんってマジですか？』のタイトルで発売された。

### スタッフ
- 原作 - 百瀬武昭
- 監督 - 岸誠二
- シリーズ構成・脚本 - 三井秀樹
- キャラクターデザイン・総作画監督 - 小林多加志
- サブキャラクターデザイン - 佐々木敏子
- 小物デザイン - 水谷麻美子
- 美術監督 - 三宅昌和
- 美術設定 - 佐南友里（第2話 - ）
- 色彩設定 - 阿部みゆき
- 撮影監督 - 久保博志
- 編集 - 櫻井崇
- 音響監督 - 飯田里樹
- 音楽 - 原田勝通
- 音楽制作 - ランティス
- 音楽プロデューサー - 井上俊次
- プロデューサー - 吉田悟、山崎明日香、松本真
- アニメーション制作 - 東京キッズ
- 製作 - マジカノ製作委員会（GDH、東京キッズ、AT-X、ダックス、ベストフィールド）

### 主題歌
オープニングテーマ「もっっと! 」
作詞 - 三重野瞳 / 作曲 - 影山ヒロノブ / 編曲 - 橋本由香利 / 歌 - 野川さくら
※最終回はOPなし。
エンディングテーマ「マジスキMAGIC」
作詞 - 畑亜貴 / 作曲 - 菊谷知樹 / 編曲 - 橋本由香利 / 歌 - クローバー（井ノ上奈々、宮崎羽衣、庄子裕衣、斎藤桃子）

### 各話リスト
| 話数 | サブタイトル                    | 絵コンテ          | 演出         | 作画監督            |
| ---- | ------------------------------- | ----------------- | ------------ | ------------------- |
| 1    | 彼女が魔女ってマジですか?       | 岸誠二            | 岸誠二       | 渡辺伸弘            |
| 2    | 生徒会長も魔女ってマジですか?   | 浅井義之          | 浅井義之     | 青井小夜            |
| 3    | 危険な兄妹ってマジですか?       | 麦野アイス        | 佐土原武之   | 佐藤哲也            |
| 4    | 盗まれたってマジですか?         | 福本潔            | 池田重隆     | 渡辺伸弘            |
| 5    | ウィッチハンターってマジですか? | 木下ゆうき        | 木下ゆうき   | 吉田優子 石井ゆみこ |
| 6    | 幽霊が出たってマジですか?       | 東海林真一        | 東海林真一   | 東出太              |
| 7    | メイドが来たってマジですか?     | 浅井義之          | 浅井義之     | 青井小夜            |
| 8    | 勝利のキスってマジですか?       | こだま兼嗣        | 佐土原武之   | 渡邊信吾 佐藤哲也   |
| 9    | 眠れる王子ってマジですか?       | こだま兼嗣        | 高山秀樹     | 渡辺伸弘            |
| 10   | 呪いの猫パンツってマジですか?   | 岸誠二 木下ゆうき | たちかわ夕一 | 吉田優子 浦和文子   |
| 11   | 聖なる夜ってマジですか?         | こだま兼嗣        | 小川完       | 中野彰子            |
| 12   | 目覚めの刻ってマジですか?       | 浅井義之          | 浅井義之     | 青井小夜            |
| 13   | 最終回ってマジですか?           | 岸誠二            | 岸誠二       | 渡辺伸弘 屋幸秀     |

### 放送局
| 放送地域 | 放送局     | 放送期間               | 放送日時           | 放送系列  | 備考                            |
| -------- | ---------- | ---------------------- | ------------------ | --------- | ------------------------------- |
| 埼玉県   | テレビ埼玉 | 2006年1月3日 - 3月28日 | 火曜 25:30 - 26:00 | 独立UHF局 |                                 |
| 神奈川県 | tvk        | 2006年1月5日 - 3月30日 | 木曜 25:45 - 26:15 | 独立UHF局 |                                 |
| 日本全域 | AT-X       | 2006年1月7日 - 4月1日  | 土曜 10:00 - 10:30 | CS放送    | 製作委員会参加 リピート放送あり |
| 千葉県   | ちばテレビ | 2006年1月7日 - 4月1日  | 土曜 25:35 - 26:05 | 独立UHF局 |                                 |

### DVD
- SHOP AT-Xやアニメイトなどで限定販売の『特別先行版』、および『先行版』より遅れて通常の店舗やネットショップで販売の『通常版』の二種類が全7巻発売された（基本的な収録内容は同じ）。映像特典として『マジバナ』（一部の巻）や『マジカノ情報局（野川さくら・井ノ上奈々司会で、メイン声優陣やスタッフをゲストに迎えて）』などが収録された。アニメイトでの全巻購入者特典として『マジカノ情報局EX』なる非売品DVDが貰えた（野川さくら・井ノ上奈々司会で、ゲストは中原麻衣）。
- 2008年1月にはDVD-BOXが完全予約限定生産で発売された。特典として、インターネットラジオ『マジカノ放送局』の収録CDが付属している[2]。

### ゲーム
- KONAMIのiモード向け総合エンタテインメントサイト「コナミネットDX」において、アニメを元にしつつもオリジナルストーリーも用意された携帯電話ゲームが、2007年2月28日より配信された[3][4]。

### 関連番組
マジカノ放送局（2006年4月 - 9月）
野川さくらと井ノ上奈々が司会を務めるインターネットラジオ番組。
マジバナ（全5回）
AT-Xでアニメ放送直後に放送されたミニ番組（再放送分では未放映）。司会は金田朋子、他のキャスト陣をゲストとして迎えた。DVDにも映像特典として収録されている（一部著作権の都合上、音声処理が施されている箇所あり）。

## 書籍
コミックスが「マガジンZコミックス」（講談社）より発売されている。全10巻。
1. 2003年8月20日、ISBN 4-06-349140-4
2. 2004年8月23日、ISBN 4-06-349163-3
3. 2004年8月23日、ISBN 4-06-349181-1
4. 2005年7月22日、ISBN 4-06-349213-3
5. 2005年12月22日、ISBN 4-06-349226-5
6. 2006年4月21日、ISBN 4-06-349239-7
7. 2007年4月23日、ISBN 978-4-06-349276-7
特装版：ISBN 978-4-06-362078-8 ドラマCD「魔女の森のリンゴ狩り」が付録
8. 2007年9月21日、ISBN 978-4-06-349310-8
9. 2007年12月21日、ISBN 978-4-06-349321-4
10. 2008年5月23日、ISBN 978-4-06-349346-7
特装版：ISBN 978-4-06-362111-2 「魔宮あゆみ別注カラーカプセルフィギュア」が付録